# Jerzy Wratny
Jerzy Wratny (ur. 1 listopada 1943 w Warszawie) – polski uczony, profesor nauk prawnych.

## Życiorys
W 1966 ukończył studia prawnicze na Uniwersytecie Warszawskim, w latach 1966-1968 pracował jako asystent na macierzystej uczelni. Od 1968 był pracownikiem Instytutu Pracy (następnie Instytutu Pracy i Spraw Socjalnych w Warszawie, od 1975 kierował Zakładem Prawa Pracy i Zabezpieczenia Społecznego. W 1974 obronił pracę doktorską, w 1983 otrzymał stopień doktora habilitowanego, w 1994 tytuł profesora.
W latach 1976–1981 był wiceprzewodniczącym Polskiego Klubu Inteligencji Katolickiej, w latach 1981-1989 członkiem zarządu Polskiego Związku Katolicko-Społecznego.
W latach 1984–1994 pracował równocześnie na Katolickim Uniwersytecie Lubelskim, gdzie kierował Katedrą Prawa Pracy i Ubezpieczeń Społecznych. Od 1994 pracował na Uniwersytecie Marii Curie-Skłodowskiej - Filii w Rzeszowie, gdzie od 1998 kierował Zakładem Prawa Pracy. Po powstaniu w 2001 Uniwersytetu Rzeszowskiego został profesorem tej uczelni, od 2002 kierował Zakładem Prawa Cywilnego i Prawa Pracy.
Jest członkiem Komitetu Nauk o Pracy i Polityce Społecznej Polskiej Akademii Nauk. W latach 2002–2006 wchodził w skład Komisji Kodyfikacyjnej Prawa Pracy.
19 listopada 2019 został uhonorowany przez Komitet Nauk o Pracy i Polityce Społecznej PAN Medalem im. Wacława Szuberta za wybitne zasługi w rozwój nauk o polityce społecznej.

## Publikacje
- Co czeka przedsiębiorcę po przystąpieniu Polski do Unii Europejskiej : prawo pracy, [oprac. Jerzy Wratny], Ministerstwo Gospodarki. Departament Rzemiosła, Małych i Średnich Przedsiębiorstw., 2000, ISBN 83-7204-168-7
- Ewolucja zbiorowego prawa pracy w Polsce w latach 1980-1991, Jerzy Wratny, IPiSS, Warszawa, 1991
- Kodyfikacja prawa ubezpieczeń społecznych w Polsce, Jerzy Wratny, IPiSS, Warszawa, 1988
- Pakt o przedsiębiorstwie państwowym w trakcie przekształcania (omówienia i dokumenty), Jerzy Wratny, Ośrodek Postępu Organizacyjnego, Bydgoszcz, 1993, ISBN 83-85731-23-7
- Partycypacja pracownicza : studium zagadnienia w warunkach transformacji gospodarczej, Jerzy Wratny, IPiSS, Warszawa, 2002, ISBN 83-87890-29-4
- Partycypacja pracownicza w prawie europejskim : rozwój wśród przeciwieństw, Jerzy Wratny, IPiSS, Warszawa, 1994
- Partycypacja pracownicza w przedsiębiorstwie, Jerzy Wratny, IPiSS, Warszawa, 1993
- Wpływ prywatyzacji na zbiorowe stosunki pracy : aspekty prawne i społeczno-ekonomiczne, Jerzy Wratny, Marek Bednarski, Instytut Pracy i Spraw Socjalnych, Warszawa, 2005, ISBN 83-87890-69-3